# Enneastigma pilosiventrosa
Enneastigma pilosiventrosa är en tvåvingeart som beskrevs av Fan och Chen 1984. Enneastigma pilosiventrosa ingår i släktet Enneastigma och familjen blomsterflugor. Inga underarter finns listade i Catalogue of Life.